# Minoritate
În sociologie și în teoria votului, o minoritate este un subgrup care formează mai puțin de o jumate din populație și, ca regulă, este depășită numeric de cel puțin un alt subgrup, nu neapărat din majoritate. Acest termen poate fi utilizat pentru a caracteriza populații cu o altă limbă, naționalitate, religie, cultură, alt stil de viață sau orice altă caracteristică a acestor populații acceptate ca niște părți ale unui grup de referință. 
O „majoritate”, în termeni socilogici, este un segment de populație care depășește din punct de vedere numeric toate celelalte segmente. Termenul de minoritate este în mod inevitabil asociat cu mișcările politice legate de asimilare, în care grupul minoritar își pierde trăsăturile distinctive și este absorbit în grupul dominant. 
În politica unor țări, o minoritate este un grup etnic care este recunoscut astfel de către legile statului gazdă și, de aceea, are anumite drepturi care lipsesc altor grupuri. De exemplu, vorbitorii limbilor minoritare recunoscute legal pot avea dreptul la educație sau la comunicare cu guvernul central în limba maternă. Exemple de țări care au prevederi speciale pentru minorități sunt Germania, Suedia și Anglia (care menține însă conceptul de supranațiune britanică).
Diferitelor grupuri minoritare nu li se acordă adesea tratament egal. Unele grupuri sunt prea mici în comparație cu majoritatea, încât sunt identificate ca parte a aceleiași națiuni ca membri ai majorității, sau sunt identificați ca o națiune separată dar sunt ignorați de majoritate datorită costurilor sau a altor aspecte. De exemplu, un membru al unui foarte mic grup etnic poate fi forțat să bifeze „alții” pe o listă de recensământ și, drept consecința, poate primi mai puține drepturi decât un membru al unui grup mai numeros. 
Multe guverne contemporane preferă să aprecieze că cetățenii pe care-i conduc aparțin aceleiași naționalități, decât să îi separe pe criterii etnice. Astfel de exemple sunt Franța și Grecia. SUA cer completarea unor rubrici cu rasa și etnia în fișele de recensământ, care astfel organizează populația în diferite subgrupuri, în principal bazate pe criterii de origine rasială mai degrabă decât pe cea națională. Spania nu-și împarte populația în grupuri etnice, deși menține noțiunea oficială de limbi minoritare.
Unele minorități sunt așa de importante din punct de vedere numeric, istoric sau din alt punct de vedere, încât sistemul este de așa natură organizat încât să le asigure egalitatea totală. Ca exemplu, fosta republică iugoslavă Bosnia și Herțegovina recunoaște trei națiuni constituente principale, nici una dintre ele nefiind o majoritate numerică. (Vezi și: Națiuni din Bosnia și Herțegovina). 
Problema stabilirii grupurilor minoritare și a determinării extinderii privilegiilor ce li se cuvin este controversată. Există unii care apreciază că minorităților li se cuvin recunoaștere și drepturi speciale, în timp ce alții cred că este nejustificat pentru minoritari să ceară drepturi speciale, atâta vreme cât astfel împiedică aceste grupuri să se integreze în societate – poate ducând chiar la drumul către separatism. Se apreciază că în Canada, eșecul majorității vorbitoare de engleză de a asimila minoritatea vorbitoare de franceză a permis apariția separatismului din Quebec. 
O controversă specială este generată de acțiunea afirmativă sau de discriminarea pozitivă: ideea este de a acorda privilegii speciale minoritarilor, privilegii de care majoritatea să nu se bucure. Ca exemplu este acela unui individ membru al unei minorități care i se acordă dreptul la admitere într-o universitate în defavoarea unui ne-minoritar, la fel de bine sau mai bine pregătit, pentru a asigura o cotă de minoritari în corpul studențesc. 

## Miscelanee
- minoritate dominantă
- minoritate model
- majoritate